# Герб Лебяжья
Герб посёлка Лебяжье — опознавательно-правовой знак, составленный и употребляемый в соответствии с правилами геральдики, служащий символом Лебяжского городского поселения Лебяжского района Кировской области Российской Федерации.

## Описание герба
Описание герба:
В поле, волнисто пересечённом зеленью и лазурью в виде потока поверх всего — выходящий справа и вдающийся в поток золотой крутой берег; и под ним в лазури — два плывущих сообращённых серебряных лебедя с золотыми клювами и чёрными переносьями.

## Обоснование символики
Обоснование символики герба:
Герб городского поселения языком символов и аллегорий отражает природные и исторические особенности края.
Изображение лебедей указывает на название городского поселения, делая композицию герба гласной. Существует несколько легенд, объясняющих название посёлка: по одной из них первые поселенцы были околдованы красотой огромного количества лебедей, увиденных за Вяткой. Согласно второй, название пошло от горы, на которой разместились поселенцы: её склоны по белизне можно было сравнить разве что с лебединым пухом. Третья повествует об озере, которое якобы располагалось возле поселения и служило местом обитания гордых птиц.
Изображение лебедей перекликается с гербом Лебяжского района и тем самым подчеркивается историческое и территориальное единство двух самостоятельных муниципальных образований.
История посёлка Лебяжье насчитывает более четырех столетий. Однако первые жители в этих местах появились гораздо раньше. Здесь расположено одно из восьми известных вятских городищ, датируемых VIII—III веками до нашей эры. Лебяжское городище — главная историческая достопримечательность поселения, отражена в гербе высоким золотым берегом. Голубые волны, омывающие берег, символизируют местонахождение посёлка на возвышенности, на берегу реки Вятки при впадении в неё речки Лебёдки. 
Золото — символ урожая, богатства, стабильности, уважения и интеллекта.
Серебро — символ чистоты, совершенства, мира и взаимопонимания.
Зелёный цвет — символ природы, здоровья, молодости, жизненного роста.
Голубой цвет — символ чести, благородства, духовности, возвышенных устремлений.
Чёрный цвет — символ плодородия, мудрости, скромности и вечности бытия.

## История создания
- 10 июня 2008 — герб поселения утверждён решением Лебяжской поселковой Думы[1].
- Герб Лебяжья включён в Государственный геральдический регистр Российской Федерации под № 4264[1].